# Jacques Balthazart
Jacques Balthazart, né le 29 juin 1949 à Liège, est un biologiste belge.
Spécialisé en neuroendocrinologie du comportement, il est actuellement directeur émérite d'un groupe de recherche dans ce domaine au GIGA Neurosciences de l'université de Liège (ULiège).
Il a publié en 2010 l'ouvrage Biologie de l'homosexualité. On naît homosexuel, on ne choisit pas de l'être, qui a relancé le débat sur la question de l'inné ou de l'acquis de l'homosexualité.

## Biographie
Jacques Balthazart obtient une licence de zoologie de l'université de Liège en septembre 1971 et obtient son doctorat en sciences zoologique en 1977. Il réalise ensuite une année de stage post-doctoral à l'université Rutgers à Newark (New Jersey) où il travaille sur la tourterelle rieuse sous la direction du professeur Mei Fang Cheng et Harvey Feder,. Il est Adjunct Faculty à l'université Rockefeller de New York en 1987-1989. De retour à Liège en septembre 1979, il travaille sur la caille japonaise puis, plus tard, sur le canari et le diamant mandarin, dans le cadre de travaux de recherche sur le contrôle du chant et de la plasticité nerveuse associée chez les passereaux.

## Carrière
Depuis son doctorat, il a organisé et développé un groupe de recherches en neuroendocrinologie du comportement à l'université de Liège, où il travaille depuis 1979.
Il est co-éditeur en chef de la revue Frontiers in Neuroendocrinology et l'un des trois éditeurs en chef de la Oxford Series in Behavioral Neuroendocrinology. Il est membre du comité de rédaction des revues Hormones and Behavior (Elsevier), Acta Ethologica (Springer), Ethology Ecology and Evolution et le Belgian Journal of Zoology.
Il est Honorary Fellow de l’American Ornithologists' Union. Il est un membre actif de plusieurs sociétés scientifiques incluant la Society for Neuroscience, la Society for Behavioral Neuroendocrinology dont il a été président de 2003 à 2005, The Endocrine Society, la Société européenne des Neurosciences, la Society for Animal Behavior.

### Recherches
Les recherches menées par Jacques Balthazart et son groupe abordent différents sujets de neuroendocrinologie du comportement, mais se concentrent principalement sur la différenciation sexuelle du cerveau et du comportement et sur le rôle de l'aromatase cérébrale (œstrogène synthase) dans l'activation du comportement sexuel mâle. Il travaille notamment sur les changements rapides de l'activité de l'aromatase cérébrale et les actions rapides des œstrogènes sur le comportement sexuel, la grande plasticité dépendant des stéroïdes observée dans le cerveau des oiseaux chanteurs ou encore le rôle de l'olfaction dans le contrôle de la reproduction chez les oiseaux.
Il a publié en 2010 Biologie de l'homosexualité. On naît homosexuel, on ne choisit pas de l'être résumant les connaissances actuelles sur les mécanismes biologiques contrôlant l'orientation sexuelle chez les animaux et les humains. L’ouvrage va à l'encontre des psychanalystes ou encore des théologiens qui soutiennent que l’orientation sexuelle résulte essentiellement de l’éducation et de l’environnement, Balthazart estimant que l’homosexualité innée est la théorie « la plus plausible » et qu'elle dépendrait d'influences prénatales de trois types : principalement hormonales, mais aussi génétiques et peut-être immunologiques. Il mentionne qu'il n'existe aucune preuve formelle que l'homosexualité humaine soit conditionnée par le milieu hormonal auquel est exposé l'embryon, mais qu'il y aurait des éléments concordants en faveur de cette explication. Jacques Balthazart pense que son ouvrage devrait favoriser l'acceptation de l'homosexualité : « Si l'homosexualité n'est pas un vice ou une perversion, et quelque part même pas un choix, il n'y a aucune raison de persécuter les homosexuels ». Ce livre a largement inspiré Les Âmes douces, de Christian Combaz, qui met à la portée du lecteur non scientifique quelques-unes des analyses du biologiste belge. 
En 2019 paraît son livre Quand le cerveau devient masculin.

### Distinctions scientifiques
- 1985, Honorary Fellow, American Ornithological Society

- 2015, Fellow, American Association for Arts and Science[15]

- 2016, Faner Medal, International Symposium on Avian Endocrinology[16]

- 2017, Lehrman Award, Society for Behavioral Neuroendocrinology[17]

- 2023, Elliott Coues Medal, American Ornithological Society[18]

## Publications
- (en) avec G. F. Ball, Brain aromatase, estrogens and behavior, New York USA, Oxford University Press, 2012, p. 530.
- (en) avec C.G. Scanes, Aspects of Avian Endocrinology : Practical and Theoretical Implications, vol. 26, Texas Tech, Univ, Grad. Studies, 1982, p. 411.
- (en) avec E. Prove, Hormones and Behavior in Higher Vertebrates, Berlin, Springer Verlag, 1983, p. 489.
- (en) avec R. Gilles, « Neurobiology, Current Comparative Approaches », Proceedings in Life Sciences, Berlin, Springer,‎ 1985, p. 415.
- (en) « Molecular and Cellular Basis of Social Behavior in Vertebrates », Advances in Comparative and Environmental Physiology, Berlin, Springer Verlag, vol. 3,‎ 1989, p. 356.
- (en) « Sexual differentiation, neuroanatomical aspects, neurotransmitters and neuropeptides », dans Hormones, Brain and Behavior in Vertebrates, vol. 8, Karger, 1990, p. 226.
- (en) « Behavioral activation in males and females-Social interactions and reproductive endocrinology », dans Hormones, Brain and Behavior in Vertebrates, vol. 9, Karger, 1990, p. 223.
- (en) avec J.P. Signoret, « Hormones, Brain, and Behaviour », Psychoneuroendocrinology, Tours, France, vol. 19, nos 5/7,‎ 24-27 août 1993, p. 403-721.
- (en) avec G.C. Panzica, « Proceedings of the Vth International conference on Hormones, Brain and Behavior », Brain Research Bulletin, Turin, Italie, vol. 44, no 4,‎ 1997, p. 319-558.

- Biologie de l'homosexualité. On naît homosexuel, on ne choisit pas de l'être, Wavre B, Mardaga, 2010, 299 p. (ISBN 978-2-8047-0037-9, lire en ligne), p. 299.
- (en) The biology of homosexuality, New York NY USA, Oxford University Press, 2011, 188 p. (ISBN 978-0-19-983882-0, lire en ligne), p. 208.
- (en) Brain development and sexual orientation. Colloqium Series in the Developing Brain, Morgan and Claypool Life Sciences, 2012, 132 p. (ISBN 978-1-61504-458-0, lire en ligne), p. 123.